# Горные козлы
Го́рные козлы́, или просто козлы́ (лат. Capra), — род жвачных парнокопытных млекопитающих из подсемейства козлиных семейства полорогих. Некоторые виды этого рода называют козерогами, два вида, обитающих на Кавказе, — турами.
Домашняя коза (Capra hircus) — одомашненный представитель этого рода, который произошёл от безоарового козла, в настоящее время выделяется в самостоятельный биологический вид. Доказано, что она одомашнена более 8500 лет назад.
Горные козлы живут в горных районах. Ловкие и выносливые животные, способные взобраться по отвесной скале и прожить на скудной растительности. Их можно отличить от рода Бараны (Ovis), который включает в себя овец, по наличию пахучих желёз на ногах, в паху и в районе глаз, и отсутствию других лицевых желёз, по наличию бороды у самцов, и лысых мозолей на коленях передних ног.
Вид снежная коза выделен в отдельный род Снежные козы (Oreamnos).

## Биология

### Морфологические особенности
Животные средних размеров, туловище плотно сложено;
шея утолщена, голова относительно короткая, лоб выпуклый, широкий.
Рога у самцов крупные, у различных видов весьма разнообразные по форме и строению, у самок — невелики и более однотипны; у корня сжаты с боков, так что продольный диаметр больше поперечного, снабжены спереди поперечными валиками и сильно загнуты назад;
хвост короткий, треугольной формы, лишённый волос на нижней поверхности, обыкновенно приподнят.
Уши довольно большие, очень подвижные, заострённые на концах.
Самцы на нижней, голой поверхности хвоста у основания имеют специальные кожные железы, выделяющие секрет с резким и неприятным, козлиным запахом, особенно сильным в период течки.
Волосяной покров состоит из длинных и грубых остевых волос и хорошо развитого густого подшёрстка; на подбородке по большей части борода, иногда наблюдается сильное удлинение волос также на нижней части шеи и груди. У самок — по 2 соска.

### Ареал и среда обитания
Все козлы — типично горные животные, населяющие труднодоступные скалистые места, крутые склоны обрывов, ущелий и избегающие обширных открытых и ровных пространств. Распространены по вертикали до высоты 5,5 тыс. м над уровнем моря и более. Прекрасно приспособлены к жизни в горах, с исключительной быстротой и ловкостью передвигаются по самым неприступным кручам.
Водятся в горах Европы, северной Африки, средней и южной Азии.

### Образ жизни
Превосходно лазают по горам с большой силой и выносливостью; очень осторожны, но иногда проявляют большую отвагу.
Стадные полигамные животные. Взрослые самцы бо́льшую часть года живут отдельно, присоединяясь к самкам на период спаривания.
Козлы живут семьями или маленькими стадами, редко собираясь в значительные стада.
Размеры стад изменяются по временам года, обычно наиболее велики они в зимние месяцы. В местах, где козлы многочисленны, их стада могут состоять из нескольких сотен голов.
Летом живут высоко в горах, зимой, избегая глубоких снегов, затрудняющих движение и добывание пищи, спускаются ниже. Пасутся обычно в утренние и вечерние часы, проводя жаркое время дня на отдыхе.
Там, где интенсивно ведётся охота на козлов, они выходят на пастбища по ночам, укрываясь днём в недоступных местах.
Козлы легко дичают; такие одичавшие козлы водятся на некоторых островах Средиземного моря, в южной Азии, на острове Хуан-Фернандец и др. Домашние козлы распространены теперь по всей Земле, особенно в гористых местностях, непригодных для возделывания. Они прекрасно лазают, взбираются даже на сильно разветвлённые деревья и могут пастись в местах, недоступных для другого скота.

### Питание
Питаются разнообразной травянистой и древесно-кустарниковой растительностью, мхами, лишайниками.
Обгрызая кору, козлы вредят молодым деревьям и могут сильно препятствовать возобновлению леса после порубки.

### Размножение
Спаривание происходит в начале зимы. В этот период между самцами наблюдаются ожесточённые драки из-за самок. Беременность длится около 5—6 месяцев, в мае—июне самки (дикие виды) рожают 1—2 козлят, домашние иногда до 4 козлят, которые быстро крепнут и вскоре могут следовать за матерью. Достигают половой зрелости на втором году жизни.

## Практическое использование
Ценные охотничьи животные, добываются главным образом ради мяса, шкуры используются для кожевенных и меховых изделий, рога — как украшение.
Легко переносят содержание в неволе и хорошо размножаются. Козлы были одомашнены человеком в глубокой древности и являются прародителями многочисленных современных пород домашних коз. Различные виды козлов спариваются между собой и с домашними козами, образуя плодовитые помеси.
В пищу употребляется молоко коз и мясо, кроме того, в промышленности используются шерсть, кожа и рога.

## Классификация
Восемь видов горных козлов подразделяют обыкновенно на три группы, различающиеся преимущественно строением рогов.

### Козероги

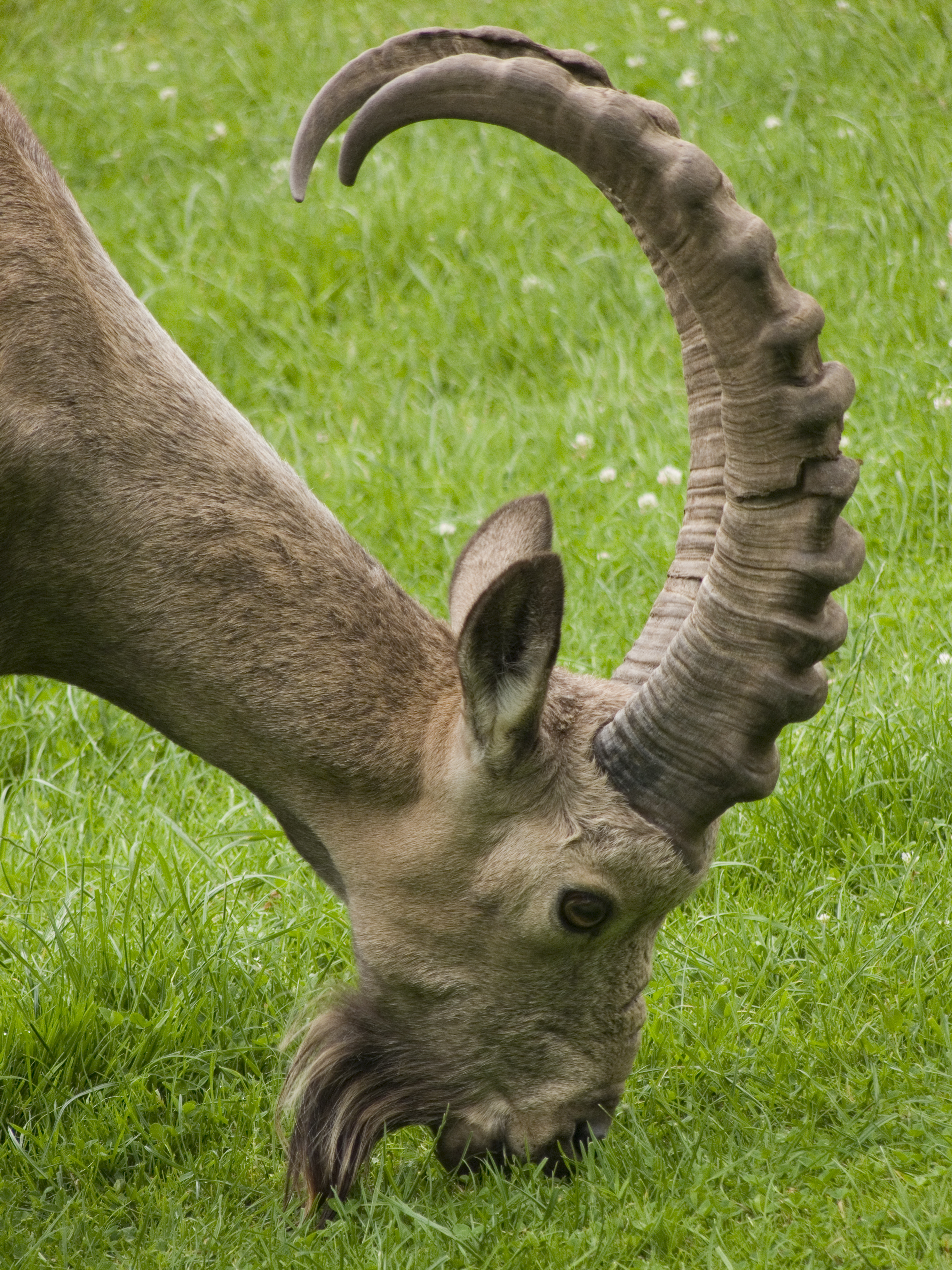
Типичный представитель подрода козерогов — сибирский горный козёл (Capra sibirica). Голова самца.

К подроду козерогов принадлежат виды с широкими спереди, не имеющими продольного ребра саблеобразно изогнутыми рогами, имеющими в поперечном сечении форму близкую к треугольнику, с многочисленными толстыми поперечными утолщениями в виде валиков. К этой группе принадлежит бо́льшая часть видов козлов.
- Ибекс (Capra ibex) — рога изогнуты дугообразно и несколько расходятся концами, длинны и толсты, у старых самцов достигают длины 80 см — 1 м и веса до 10—15 кг, у самок длина их 15—18 см, жёсткая, густая шерсть летом рыжевато-серого цвета, зимой желтовато-серого; на передней части шеи, груди, в паху, ногах цвет переходит в черновато-бурый; середина брюха и окружность заднепроходного отверстия белого цвета. У самца короткая борода. Длина тела 1,5—1,6 м, хвост 10 см, высота плеч 80—85 см, вес 75—100 кг. Живёт на недоступных горных вершинах; прежде водился везде в Тирольских и Швейцарских Альпах. Уцелел в небольшом числе на хребтах между Пьемонтом и Савойей, также был реинтродуцирован после истребления в Швейцарских Альпах, где на данный момент насчитывается более 15 000 представителей вида. И на свободе, и в неволе скрещивается с домашними козами и даёт плодовитое потомство.
- Нубийский горный козёл (Capra nubiana)
- Пиренейский козёл (Capra pyrenaica), со слегка изогнутыми лировидными рогами, вершины которых направлены вверх и внутрь, а поперечные валики гораздо слабее, встречающийся на Пиренеях и многих других возвышенностях Испании.
- Сибирский горный козёл (Capra sibirica), хорошо известен, обычен в горах Южной Сибири, Средней и Центральной Азии.
- Эфиопский козёл (Capra walie), или абиссинский козёл.

### Козлы

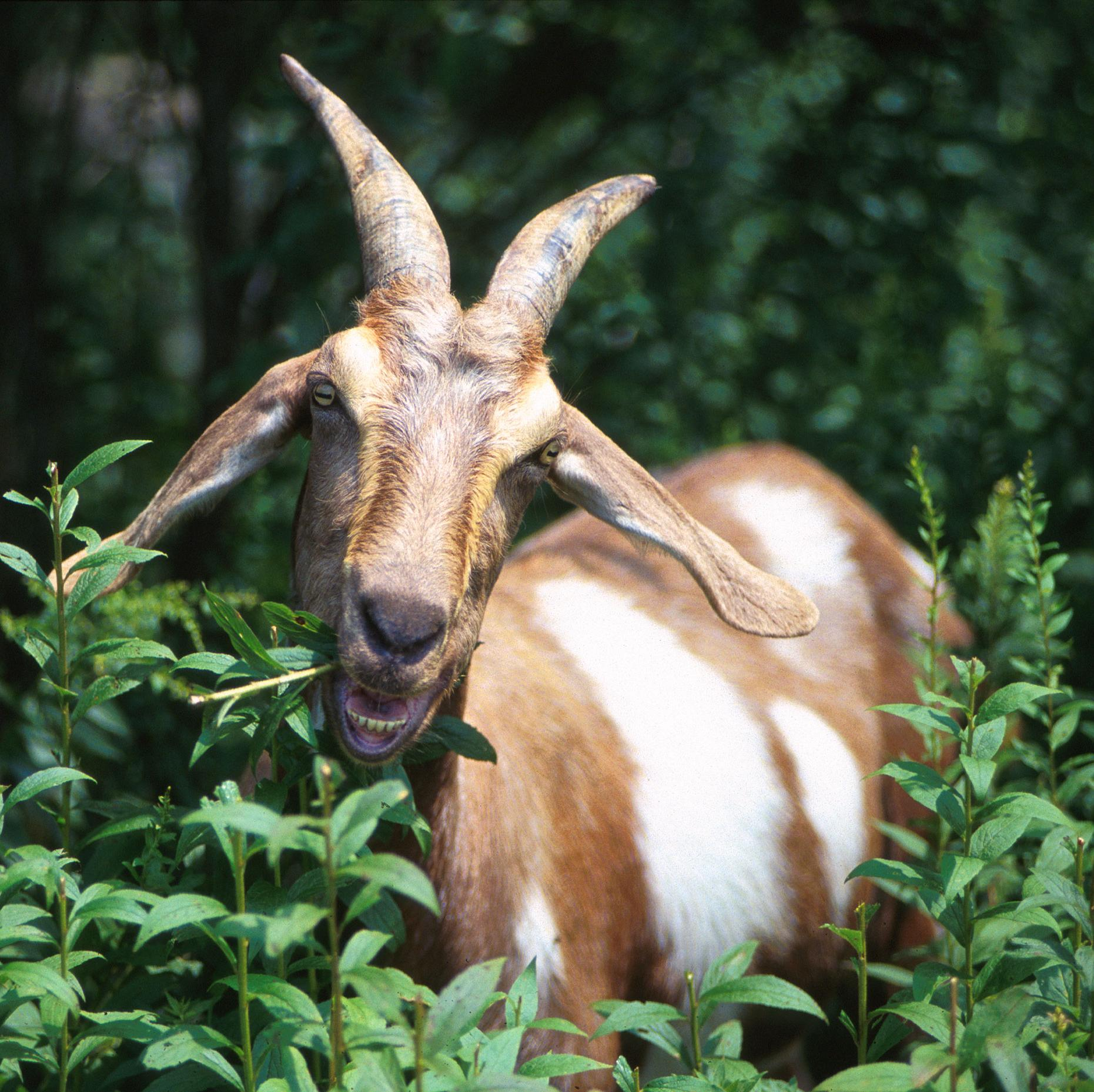
Домашняя коза (Capra hircus)

- Винторогий козёл (Capra falconeri) с винтообразными рогами, длиной почти до 1 м и длинной бородой, переходящей в свешивающуюся с груди, плеч и передней части спины гриву, светло-серо-бурого цвета; голова и ноги темнее, брюхо светлее, борода чёрно-бурая; длина тела до 1,55 м, хвост 18 см, высота плеч 80 см (по другим более 1 м); водится в западной части Гималайских гор, Кашмире и северном Афганистане. Занесён в международную Красную книгу.
- Безоаровый козёл (Capra aegagrus) с сильнокилеватыми рогами, загнутыми назад простой дугой и несколько сближающимися своими концами, длиной до 75 см; цвет светло-рыжевато-серый, по бокам шеи и к брюху светлее, брюхо и внутренняя и задняя сторона бёдер белого цвета, грудь тёмно-чёрно-бурая, хвост чёрный, длина до 1,5 м, хвост 20 см, высота плеч 95 см; водится на горах Кавказа, большей части Малой Азии и Персии, на Копетдаге, в Афганистане и Белуджистане и на многих островах Средиземного моря (например Крите); в желудке часто попадаются безоаровые камни. Занесён в международную Красную книгу.

- Домашняя коза (Capra hircus) представляет много пород, значительно различающихся между собой, и потому установить её определённые видовые признаки нельзя. Рога обыкновенно с менее резко выступающим ребром; у некоторых их вовсе нет; величина, цвет, шерсть и т. п. признаки сильно варьируются. Домашняя коза произошла путём одомашнивания безоарового козла, но возможно, что различные породы произошли и от большего числа видов. Все виды и подвиды козлов скрещиваются в неволе.

### Туры

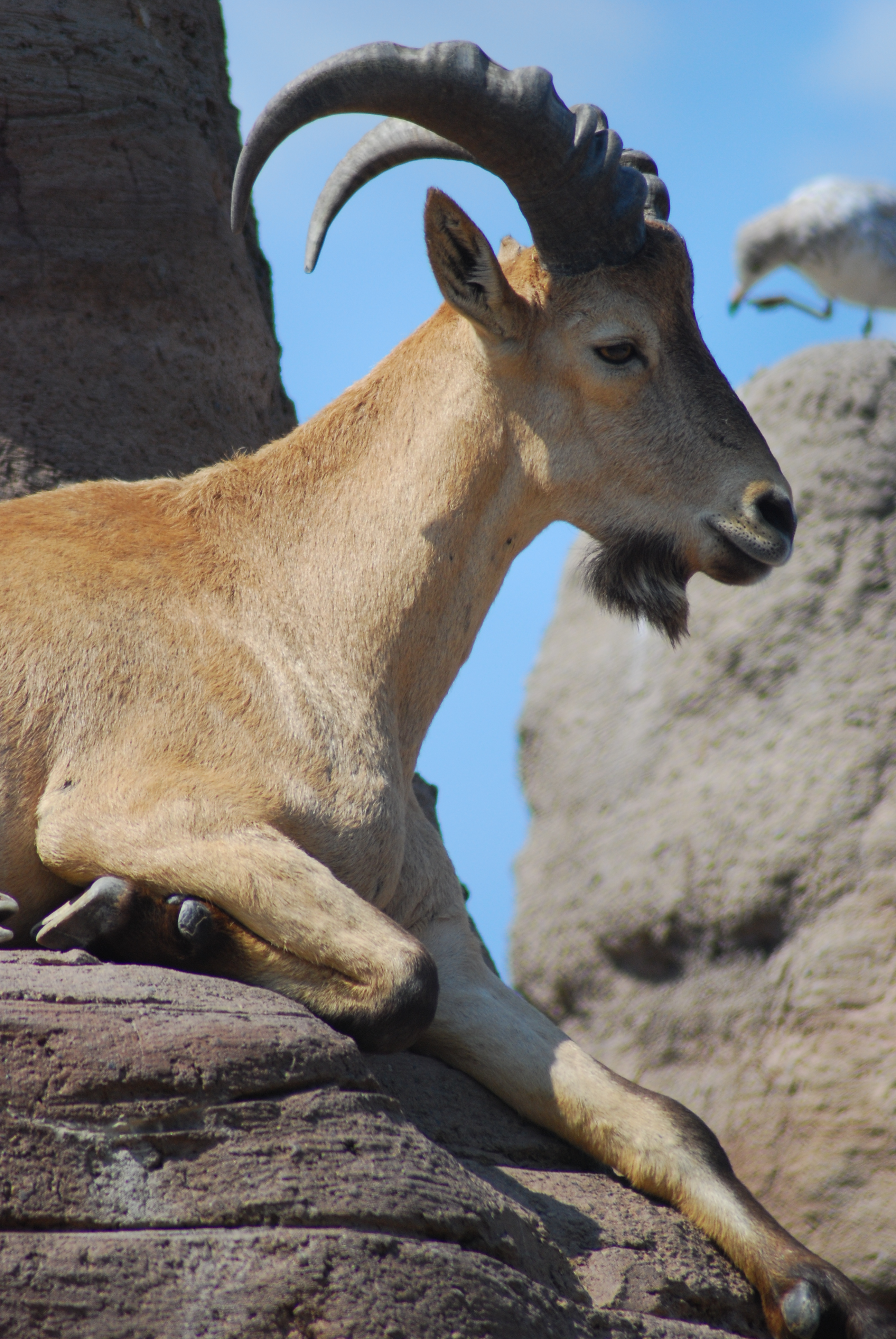
Западнокавказский тур (Capra caucasica)

Характеризуются рогами, изогнутыми в виде широкой спирали и сильно округлёнными в поперечном сечении.
- Западнокавказский тур (Capra caucasica), с более коротко согнутыми рогами, изогнутыми дугообразно, с вершинами направленными вниз и внутрь, и сближенными попарно валиками на них. Кубанский тур распространён в западной части Главного Кавказского хребта. Занесён в Красную книгу. Возможно его подвидом является тур Северцова (Capra caucasica severtzovi), который обитает в западной части Главного Кавказского хребта.
- Дагестанский тур (Capra cylindricornis), с рогами изогнутыми растянутой спиралью и концами рогов направленными назад и вверх. Встречается только в восточной части Главного кавказского хребта.